# Birpur
Birpur è una città dell'India di 17.730 abitanti, situata nel distretto di Supaul, nello stato federato del Bihar. In base al numero di abitanti la città rientra nella classe IV (da 10.000 a 19.999 persone).

## Geografia fisica
La città è situata a 26° 31' 0 N e 87° 1' 0 E e ha un'altitudine di 75 m s.l.m..

## Società

### Evoluzione demografica
Al censimento del 2001 la popolazione di Birpur assommava a 17.730 persone, delle quali 9.495 maschi e 8.235 femmine. I bambini di età inferiore o uguale ai sei anni assommavano a 2.727, dei quali 1.579 maschi e 1.148 femmine. Infine, coloro che erano in grado di saper almeno leggere e scrivere erano 9.969, dei quali 6.162 maschi e 3.807 femmine.